# Jilțul Mic
Pârâul Jilțul Mic este un curs de apă, afluent de dreapta al râului Jilț.

## Descriere
Jilțul primește în partea dreaptă matca Valea Artanului, care în timpul verii seacă.
Tot pe partea dreaptă primește matca Paltinului care curge în direcția vest-est, între dealul pe care este așezat satul Paltinu și dealul împădurit Slabciu. Acest pârâiaș își are izvorul în Obârșia Paltinului și este alimentat de multe izvoare puternice, amenajate pentru alimentarea satului cu apă. Tot pe partea dreaptă, Jilțul mai primește apă de la un pârâu ce este alimentat de la izvoarele din Valea Bacâților.
Pe partea stângă primește apă de la izvoarele „de la moară” la Artanu și matca Dâmbului. Primește apoi matca Valea Racilor, care curge prin mijlocul satului cu același nume și se varsă în Jilț la 200 m spre vest de șosea. În continuare, alte izvoare captate în fântâni se varsă în Jilț pe partea stângă astfel: Fântâna Condeieștilor, Țuțurul Condeștilor, Fântâna Dascălului, Fântâna Mare din satul Strâmba Mică (Nucetu) etc.
Ieșind din comuna Negomir, Jilțul curge pe teritoriul comunei Borăscu încă 4 km în direcția vest-est și apoi se unește cu Jilțul Mare care vine dinspre Valea Bolboșilor.
Pârâul Jilțul are fundul nisipos, malurile argiloase și îmbrăcate pe alocuri cu tufișuri de sălcii.
În anii 1960 trecerea peste Jilț se putea face pe 7 poduri, precum și pe punți peste care se trece numai cu piciorul, iar în unele locuri, se mai putea trece și prin vad.